# Định danh hành tinh vi hình
Định danh tiểu hành tinh là một tổ hợp gồm tên và số được đặt cho một hành tinh vi hình (còn gọi là hành tinh nhỏ, tiếng Anh: minor planet, bao gồm tiểu hành tinh, Centaur, các thiên thể bên ngoài sao Hải Vương và hành tinh lùn, nhưng không phải cho các sao chổi). Một định danh luôn có một số đứng đầu (danh mục hoặc số IAU) được gán cho một thiên thể khi quỹ đạo của nó được xác định chắc chắn ("gán" còn được gọi là "đánh số"). Việc đặt định danh chính thức dựa trên định danh tạm thời của hành tinh nhỏ đó, trước đây được chỉ định tự động khi nó được quan sát lần đầu tiên. Sau đó, phần tên tạm thời của định danh có thể được thay thế bằng một cái tên chính thức. Cả hai định danh chính thức và định danh tạm thời đều được quản lý bởi Trung tâm Hành tinh vi hình (MPC), một cơ quan của Hiệp hội Thiên văn Quốc tế.
Ngày nay, định danh chỉ được phép đặt cho một hành tinh nhỏ sau khi quỹ đạo của nó đã được đảm bảo bởi 4 xung đối được quan sát tốt.  Đối với các vật thể bất thường, chẳng hạn như các vật thể gần Trái Đất (NEAs), việc đánh số có thể xảy ra sau 3 thậm chí chỉ có 2 xung đối. Trong số hơn nửa triệu hành tinh nhỏ nhận được một con số định danh, chỉ có khoảng 20.000 (hay 4%) đã nhận được một cái tên riêng. Ngoài ra, khoảng 300.000 hành tinh nhỏ đã được phát hiện chưa có đánh số.
Quy ước cho các vệ tinh của các hành tinh vi hình chẳng hạn như định danh chính thức (87) Sylvia I Romulus cho một mặt trăng của tiểu hành tinh Romulus, là một phần mở rộng của quy ước số La Mã đã được sử dụng, có thể được áp dụng hoặc không cho mặt trăng của các hành tinh kể từ thời Galileo. Các sao chổi cũng được quản lý bởi MPC, nhưng được sử dụng một hệ thống định danh khác.

## Cú pháp định danh
Một định danh chính thức cho hành tinh vi hình bao gồm hai phần: phần số chỉ danh mục, được gán dựa theo thứ tự khám phá lịch sử gần đúng; và tên thường được đặt bởi người khám phá ra nó hoặc đặt dựa theo định danh tạm thời của nó.
Cú pháp đặt tên vĩnh viễn là:
- Đối với các hành tinh vi hình chưa được đặt tên: (số) Định danh tạm thời
- Đối với các hành tinh vi hình được đặt tên: (số) Tên; có thể có hoặc không có dấu ngoặc đơn.

Ví dụ, một hành tinh vi hình chưa được đặt tên (388188) 2006 DP14 có số luôn được viết trong dấu ngoặc đơn; trong khi đối với các hành tinh nhỏ đã được đặt tên như (274301) Wikipedia, các dấu ngoặc đơn có thể  bỏ đi, trở thành 274301 Wikipedia. Các dấu ngoặc đơn hiện nay thường được bỏ đi trong các cơ sở dữ liệu nổi bật như SBDB. (Lưu ý: trên Wikipedia tiếng Anh, các hành tinh vi hình đã được đặt tên không bao giờ có dấu ngoặc đơn trong định danh của chúng. Tuy nhiên, các trang đổi hướng từ các dạng có dấu ngoặc đơn vẫn tồn tại cho hầu hết các vật thể được đánh số, chưa có tên và những vật thể nổi tiếng).
Vì các định danh hành tinh vi hình thay đổi theo thời gian, các phiên bản khác nhau có thể được sử dụng trong các tạp chí thiên văn học. Khi tiểu hành tinh vành đai chính 274301 Wikipedia được phát hiện vào tháng 8 năm 2008, nó đã được chỉ định tạm thời là 2008 QH24 trước khi nó nhận được một số và sau đó được viết là (274301) 2008 QH24. Vào ngày 27 tháng 1 năm 2013, nó được đặt tên là Wikipedia sau khi nó được xuất bản trong Thông tư về hành tinh vi hình.
274301 Wikipedia có thể được gọi là 2008 QH24 hoặc đơn giản là (274301). Trong thực tế, đối với bất kỳ đối tượng nổi tiếng hợp lý nào, số này chủ yếu là một mục danh mục và tên hoặc định danh tạm thời thường được sử dụng thay cho chỉ định chính thức. Vì vậy sao Diêm Vương (Pluto) hiếm khi được viết là 134340 Pluto, và 2002 TX300 được sử dụng phổ biến hơn so với phiên bản đầy đủ (55636) 2002 TX300.

## Lịch sử
Đến năm 1851, có 15 tiểu hành tinh được biết đến, tất cả trừ một đều có biểu tượng riêng. Các biểu tượng ngày càng phức tạp do số lượng thiên thể tăng lên, và do chúng phải được vẽ bằng tay, các nhà thiên văn học đã nhận thấy một số khó khăn. Khó khăn này đã được giải quyết bởi Benjamin Apthorp Gould vào năm 1851, khi ông đề nghị đánh số tiểu hành tinh theo thứ tự khám phá của chúng và đặt con số này vào một vòng tròn làm biểu tượng cho tiểu hành tinh, như ④ cho tiểu hành tinh thứ tư, Vesta. Cách làm này đã sớm được kết hợp với tên của nó và trở thành một định danh gồm tên và số chính thức: "④ Vesta", khi số lượng các hành tinh nhỏ được khám phá ngày càng tăng lên. Vào cuối những năm 1850, vòng tròn đã được đơn giản hóa thành dấu ngoặc đơn, trở thành "(4)" và "(4) Vesta", giúp dễ dàng hơn khi sắp chữ. Các dấu khác như "4) Vesta" và "4, Vesta" cũng từng được sử dụng nhưng sau đó đã hoàn toàn biến mất vào năm 1949.
Ngoại lệ lớn đối với quy ước này là số thứ tự định danh và xác định quỹ đạo trong trường hợp của sao Diêm Vương. Vì sao Diêm Vương ban đầu được phân loại là một hành tinh nên nó không được nhận một con số nào cho đến tận năm 2006, khi định nghĩa lại về "hành tinh" đã loại trừ nó ra khỏi danh sách hành tinh của Hệ Mặt Trời. Từ thời điểm đó, sao Diêm Vương được trao định danh chính thức là (134340) Pluto.